# Ramón Guzmán
Ramón Guzmán i Carbonell (Barcelona, 22 de enero de 1907-ibidem, 1 de abril de 1954) fue un jugador de fútbol español del Fútbol Club Barcelona. Militó en el Barça durante siete temporadas (de 1928 a 1935) durante las cuales disputó 45 partidos de liga, marcando un gol y ganando una liga. Debutó en esta competición el 7 de abril de 1929 frente al Español de Barcelona, con victoria azulgrana (1-0).
La temporada 1941-42 fue entrenador del FC Barcelona, pero fue sustituido en enero de 1942 por Juan José Nogués por lo que la Copa de España disputada en ese año la conseguiría este último.
Falleció en 1954 a la edad de 47 años de una parada cardiaca cuando disputaba un partido homenaje al exjugador Mariano Martínez "Rini" en el campo de Les Corts.

## Internacionalidad
Ramón Guzmán i Carbonell fue convocado en tres ocasiones con la Selección española de fútbol, debutando el 1 de enero de 1930 con una victoria frente a Checoslovaquia.

## Palmarés
| Título | Club                  | Año  |
| ------ | --------------------- | ---- |
| Liga   | Fútbol Club Barcelona | 1929 |

## Equipos
| Club                  | País   | Año       |
| --------------------- | ------ | --------- |
| Futbol Club Barcelona | España | 1928-1935 |